# Beyblade X
Beyblade X (ベイブレードエックス?, Beiburēdo ekkusu) è un manga scritto da Homura Kawamoto e Hikaru Muno, e disegnato da Posuka Demizu, serializzato sul mensile CoroCoro Comic edito da Shogakukan dal 15 giugno 2023. La serie è la quarta generazione del franchise Beyblade.
È stato realizzato un adattamento anime trasmesso in Giappone su TV Tokyo dal 6 ottobre 2023, e in Italia su Boing dal 26 agosto 2024.

## Trama
Il Blader dilettante Robin Kazami si ritrova senza squadra quando viene abbandonato dai suoi amici dopo una cocente sconfitta. Fortunatamente per lui, un incontro fortuito con l'ex campione Jaxon Cross porta questi due improbabili compagni di squadra a unire le forze. Jaxon intende tornare in cima alla classifica degli X sotto lo pseudonimo di "Blader X" e sfidare il suo vecchio compagno di squadra e attuale campione, Khrome Ryugu. Quando trovano un terzo membro nella popolarissima influencer Multi Nana-iro, il neonato Team Persona punta a diventare professionista e a conquistare il suo posto al vertice. È ora di mostrare al mondo qualcosa di X-straordinario!

## Personaggi
Robin Kazami (風見バード?, Kazami Bādo)
Doppiato da: Shūichirō Umeda (ed. giapponese), Alessandro Pili (ed. italiana)
Ex-capitano del Team Albatross e capitano del Team Persona.
Jaxon Cross (黒須エクス?, Kurosu Ekusu) / Blader X (仮面X?, Kamen Ekkusu)
Doppiato da: Sōma Saitō (ed. giapponese), Paolo Carenzo (ed. italiana)
Ex-membro del Team Pendragon e fondatore del Team Persona.
Multi Nana-iro (七色マルチ?, Nanairo Maruchi)
Doppiata da: Ruriko Noguchi (ed. giapponese), Elena Cavalli Carbone (ed. italiana)
Ex-capitana (nonché unica componente) del Team Arcobaleno e membro del Team Persona.
Tenka Shiroboshi (白星テンカ?, Shiroboshi Tenka) / Blader S (仮面S?, Kamen Esu)
Doppiata da: Yūko Natsuyoshi
Blader e membro del Team Persona, istruttrice della Shiroboshi Style School e figlia di Omega.

### Secondari
Khrome Ryugu (龍宮クロム?, Ryugu Kuromu) / Blader Y (仮面Y?, Kamen Wai)
Doppiato da: Kaito Ishikawa (ed. giapponese), Alessandro Fattori (ed. italiana).
Campione della Pro League, blader e leader del Team Pendragon
Sigrid Nana-iro (七色シグル?, Nanairo Shiguru)
Doppiata da: Mariya Ise (ed. giapponese), Sofia Alexandra Porta (ed. italiana)
Blader e membro del Team Pendragon. È la sorella maggiore di Multi.
Ciel Kaminari (神成シエル?, Kaminari Shieru) / Blader Z (仮面Z?, Kamen Zetto)
Doppiato da: Kazuki Furuta (ed. giapponese), Riccardo Zelaschi (ed. italiana)
Blader e membro del Team Pendragon.
Takumi Ishiyama (石山タクミ?, Ishiyama Takumi)
Doppiato da: KENN (ed. giapponese), Giulio Biscardi (ed. italiana)
Blader e leader del Team Phalanx.
Bariki Jinnai (陣内バリキ?, Jinnai Bariki)
Doppiato da: Fumitake Ishiguro (ed. giapponese), Edoardo Lomazzi (ed. italiana)
Blader e membro del Team Phalanx.
Genri Sayo (左様ゲンリ?, Sayō Genri)
Doppiato da: Tomohiro Oomachi (ed. giapponese), Andrea Colombo Giardinelli (ed. italiana)
Blader e membro del Team Phalanx.
Taisho Sushiya (寿司谷タイショー?, Sushiya Taishō)
Doppiato da: Ken Uo (ed. giapponese), Gianni Quillico (ed. italiana)
Ex blader e proprietario del ristorante Komaba Zushi. È lo sponsor del Team Persona.
Meiko Myoden (冥殿メイコ?, Meiden Meiko)
Doppiata da: Ruriko Aoki (ed. giapponese), Greta Bortolotti (ed. italiana)
Ex blader professionista e cameriera che lavora al ristorante Komaba Zushi.
Titus Manju (万獣キング?, Manjū Kingu)
Doppiato da: Ryōta Suzuki (ed. giapponese), Omar Vitelli (ed. italiana)
Blader e leader del Team Zooganic.
Toguro Okunaga (億長トグロ?, Okunaga Toguro)
Doppiato da: Daiki Hamano (ed. giapponese), Edoardo Lomazzi (ed. italiana)
Blader e membro del Team Zooganic.
Jian Strong (チョー・パン?, Chō Pan)
Doppiata da: Yūki Wakai (ed. giapponese), Marta De Lorenzis (ed. italiana)
Blader e membro del Team Zooganic.
Warden (カドバー?, Kadobā)
Doppiato da: Makoto Furukawa (ed. giapponese), Mattia Bressan (ed. italiana)
Blader professionista e membro della Commissione Mondiale dei Bley.
Blaze Fujiwara (不死原バーン?, Fujiwara Bān)
Doppiato da: Yūsuke Kobayashi (ed. giapponese), Andrea Cirillo (ed. italiana)
Blader e leader del Team Yggdrasil.
Zonamos Nekoyama (猫山ゾナモス?, Nekoyama Zonamos)
Doppiato da: Mitsuaki Kanuka (ed. giapponese), Ermanno Giampetruzzi (ed. italiana)
Blader e membro del Team Yggdrasil.
Yuni Naniwa (難波ゆに?, Nanba Yuni)
Doppiata da: Ryōko Maekawa (ed. giapponese), Martina Tamburello (ed. italiana)
Blader e membro del Team Yggdrasil.
Quinn Manju (万獣クイン?, Manjū Kuin)
Doppiata da: Tomoko Miyadera (ed. giapponese), Simona Biasetti (ed. italiana)
Blader veterana e leader del temporaneo Team Dreams, nonché nonna di Titus.
Rex Jura (珠羅レックス?, Jūra Rekkusu)
Doppiato da: Reiou Tsuchida (ed. giapponese), Yari Lettieri (ed. italiana)
Blader e membro temporaneo del Team Dreams.
Packun (ぱっくん?, Pakkun)
Doppiato da: Gen Sato (ed. giapponese), Davide Farronato (ed. italiana)
Blader e membro temporaneo del Team Dreams.

### Altri
Suzaki (スザキ?, Suzaki)
Doppiato da: Naoya Miyase (ed. giapponese), Ermanno Giampetruzzi (ed. italiana)
Ex membro del Team Albatross.
Tsuru (ツル?, Tsuru)
Doppiato da: Himari Mochida (ed. giapponese), Sebastiano Tamburrini (ed. italiana)
Ex membro del Team Albatross.

## Media

### Manga
Il manga è stato annunciato il 22 marzo 2023 e ha debuttato il 15 maggio seguente con un'anteprima a colori di 70 pagine su CoroCoro Comic, mensile di target kodomo edito da Shōgakukan. La serializzazione regolare è iniziata il mese successivo sulla stessa rivista, con periodicità mensile. Il manga è stato poi raccolto in volumi dal 28 settembre 2023.
Questa lista è suscettibile di variazioni e potrebbe essere incompleta o non aggiornata.

| 1 | 28 settembre 2023 | ISBN 978-4-09-143648-1 |
| 1 | Capitoli - 01. X?, Ekkusu - 02. 七色?, Nanairo - 03. ベイスポンサー?, Beisuponsā - 04. ズーガニック?, Zūganikku                                                     |                        |
| 2 | 26 gennaio 2024 | ISBN 978-4-09-143682-5 |
| 2 | Capitoli - 05. 仮面と獅子王?, Kamen to shishiō - 06. カドバーの試験?, Kadobā no shiken - 07. ベイタイムシフト?, Beitaimu shifuto                                    |                        |
| 3 | 26 luglio 2024 | ISBN 978-4-09-149747-5 |
| 3 | Capitoli - 08. 最速の証明?, Saisoku no shōmei - 09. 七色の来客?, Nanairo no Raikyaku - 10. 夢の競演?, Yume no kyōen - 11. 女王の帰還?, Joō no kikan                 |                        |
| 4 | 28 ottobre 2024 | ISBN 978-4-09-149816-8 |
| 4 | Capitoli - 12. もうひとつの仮面?, Mōhitotsu no kamen - 13. 頂上決戦(1)?, Chōjō kessen (1) - 14. 頂上決戦(2)?, Chōjō kessen (2) - 15. 頂上決戦(3)?, Chōjō kessen (3) |                        |
| 5 | 28 gennaio 2025 | ISBN 978-4-09-149877-9 |

### Anime
L'adattamento animato di Beyblade X è stato annunciato il 16 maggio 2023, ed è stato trasmesso su TV Tokyo dal 6 ottobre dello stesso anno La serie è scritta da Hikaru Muno e Kazuho Hyodo, e diretta da Moto Terada. Il charactret design è di Yoshihiro Nagamori, la direzione artistica è di Eiji Wakamatsu e l'animazione portante è di Tsuyoshi Sakai. La colonna sonora è stata composta da Sebastian Robertson, sotto la direzione di Takayuki Yamaguchi e con la produzione di Fujio Yashiro presso lo studio Half H-P Studio. Le animazioni sono state effettuate dallo studio OLM.
Nei primi 51 episodi le sigle adottate sono Prove degli One Ok Rock in apertura, e Zoom Zoom delle Aespa in chiusura. A partire dall'episodio 52, vengono usate le sigle You Gotta Run dei L'Arc~en~Ciel in apertura e Cosmic Treat delle Perfume in chiusura.

#### Distribuzione
La distribuzione internazionale viene effettuata dalla ADK Emotions NY Inc. e dalla T-Licensing Inc. a partire dal 2024. L'edizione inglese mantiene le sigle dell'edizione originale giapponese ma ridotte a una durata di 30 secondi.
In Italia è trasmessa su Boing dal 26 agosto 2024. Gli episodi 25 e 26 sono stati pubblicati in anteprima su Netflix e Disney+ (assieme ai precedenti episodi già trasmessi su Boing) il 1º maggio 2025, mentre dal 13 maggio dello stesso anno sono stati trasmessi ulteriori 9 episodi in prima visione su Cartoon Network prima della messa in onda dei restanti su Boing.
Il doppiaggio italiano è diretto da Fabio Gregorio presso lo studio milanese Nexus TV, con dialoghi italiani di Claudia Villella. L'edizione italiana è basata su quella inglese, e nella versione distribuita in streaming su Netflix, Disney+ e sul canale YouTube del franchise sono mantenute le sigle ridotte presenti in tale edizione, in particolare con la sigla di apertura Prove adattata in italiano da Fabio Gregorio e cantata da Giuseppe Russo. Nella versione trasmessa su Boing per i primi 16 episodi sono state mantenute entrambe le sigle inglesi, mentre a partire dall'episodio 17 viene introdotta la sigla italiana Beyblade X di Giorgio Vanni, utilizzata solo in apertura. Nella versione di Cartoon Network, iniziata il 3 marzo 2025, vengono sin da subito usate le sigle già utilizzate da Boing dall'episodio 17 in poi.